# Popeyes Louisiana Kitchen

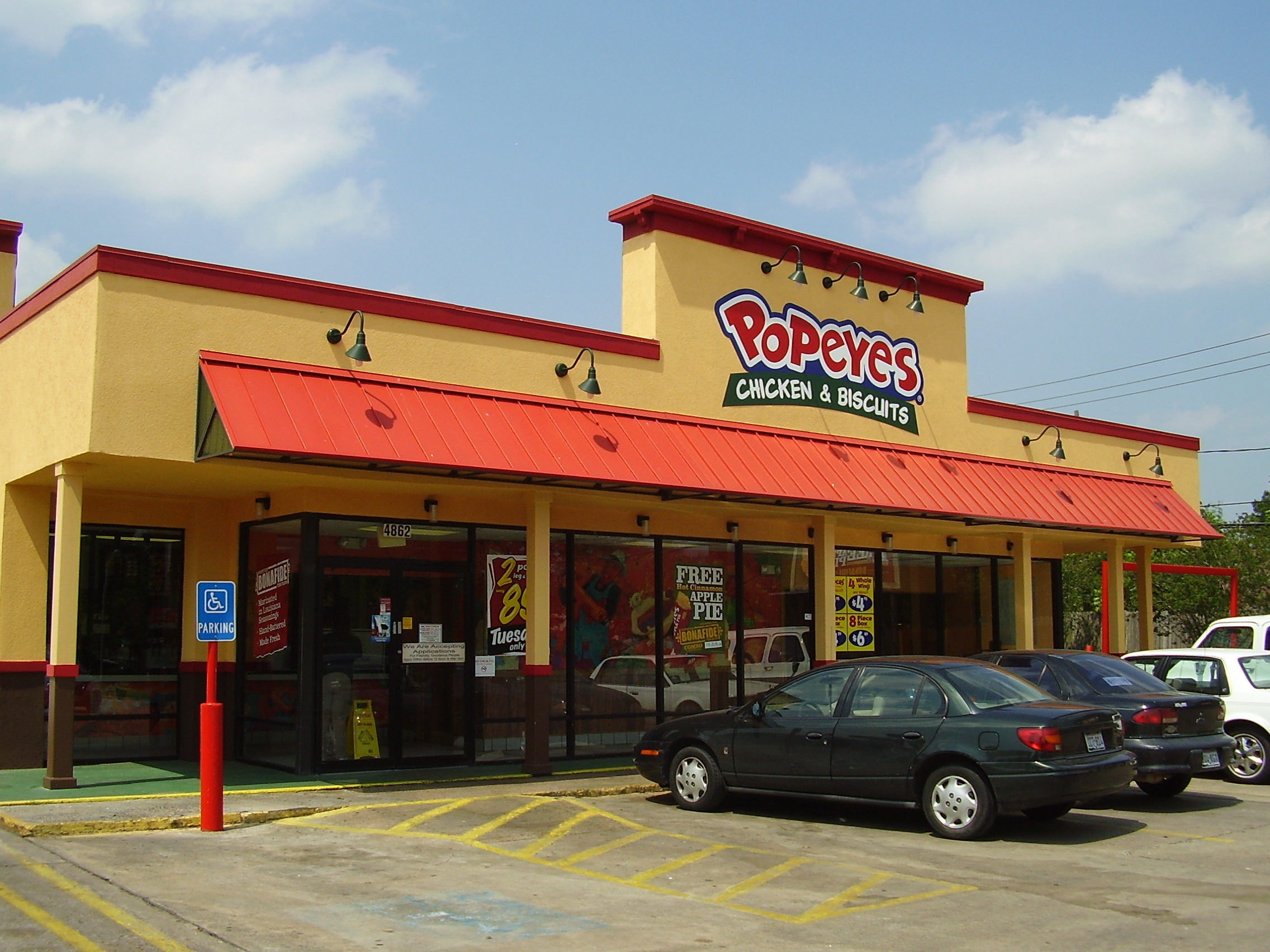
Popeyes-Filiale in Houston, Texas, USA

Popeyes Louisiana Kitchen, im Selbstmarketing kurz Popeyes genannt, ist eine 1972 gegründete Schnellrestaurantkette, die überwiegend Geflügelprodukte, Spezialitäten der Cajun-Küche und amerikanische Biscuits anbietet. Die Kette ist ein Tochterunternehmen des kanadischen Konzerns Restaurant Brands International, zu dem unter anderem auch die Schnellrestaurantkette Burger King und die Kaffeehauskette Tim Hortons gehören. Popeyes war 2023 nach Chick-fil-A der zweitgrößte Fast-Food-Anbieter für Hähnchenprodukte in den USA.

## Verbreitung
Das Unternehmen betrieb im Jahr 2023 rund 3.000 Filialen in 46 US-Staaten und rund 1.000 Filialen  in 30 weiteren Ländern.

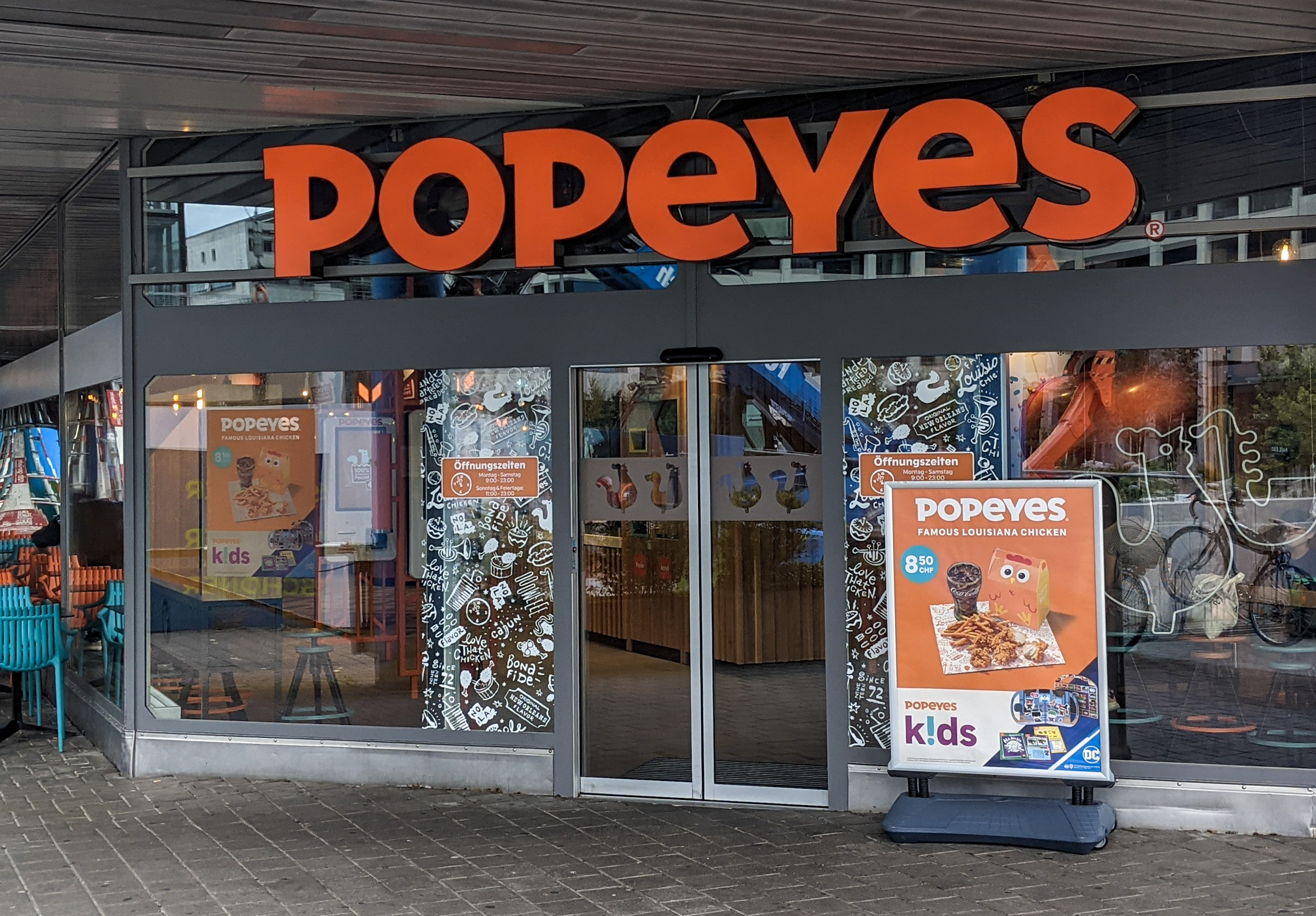
Popeyes-Standort beim Einkaufszentrum Letzipark in Zürich

In Großbritannien gab es 2023 21 Filialen.
Weitere Filialen in Mitteleuropa wurden im Jahr 2023 in Polen und Tschechien eröffnet.

### China
2020 eröffnete Popeyes sukzessive neun Filialen in China die jedoch alle, auf Grund der Covid-19-Pandemie, bis April 2023 wieder geschlossen wurden.
Am 19. August 2023 eröffnete Popeyes erneut eine Filiale in Shanghai und kündigte an, bis 2030 1.700 Filialen eröffnen  zu wollen.

### Deutschland
In Deutschland existieren seit 2021 nur Filialen, die sich auf US-Stützpunkten befinden und somit ausschließlich für Angehörige des US-Militärs zugänglich sind. Diese befinden sich in Ansbach, Baumholder, Grafenwöhr, Panzerkaserne Böblingen, Ramstein, Spangdahlem, Vilseck und Wiesbaden.
Ab dem Frühjahr 2026 wird es die erste öffentliche Filiale von Popeyes in Deutschland am Flughafen Düsseldorf in der Ankunftsebene geben.

### Schweiz
In der Schweiz wurden einige von der Genossenschaft Migros Ostschweiz übernommene Chickeria-Filialien zu Popeyes-Filialen umgewandelt. Weitere Filialen befinden sich in Zürich Oerlikon, Basel, im Shoppi Tivoli in Spreitenbach und im Letzipark Zürich.

## Name
Der Unternehmensgründer Al Copeland behauptete, der Name der Kette sei vom fiktiven Detektiv Jimmy „Popeye“ Doyle aus dem Film French Connection – Brennpunkt Brooklyn übernommen worden. Trotzdem nutzte das Unternehmen den Cartoon-Seemann Popeye über 35 Jahre zu Werbezwecken.